# Josef von Schenk (1813)
Josef Eduard von Schenk (5. srpna 1813 Olomouc – 26. července 1891 Baden) byl rakousko-uherský soudce a politik. Od mládí působil v justici, svou kariéru završil jako prezident zemského soudu v Haliči (1872–1887), v roce 1879 byl povýšen na barona a v roce 1887 se stal členem Panské sněmovny.

## Život
Byl synem Františka Schenka (1779–1864), majora rakouské armády, povýšeného v roce 1844 do šlechtického stavu. Vystudoval práva a kariéru v justici zahájil v roce 1836 jako praktikant ve Lvově (Lemberg). Dlouhodobě působil v Haliči, kde byl později prezidentem krajského soudu v Tarnopolu (1858–1862) a ve Stanislavi (1862–1866) (dnešní Ukrajina). V letech 1866–1872 zastával funkci prezidenta zemského soudu pro Bukovinu se sídlem v Černovicích. V roce 1871 byl jmenován dvorním radou a v letech 1872–1887 byl prezidentem zemského soudu ve Lvově, od roku 1874 byl zároveň členem nejvyššího soudního dvora ve Vídni. Dosáhl hodnosti tajného rady (1874)a v roce 1878 byl povýšen do stavu svobodných pánů. Během svého působení v Haliči získal čestné občanství v několika městech. Za zásluhy byl nositelem Řádu železné koruny (1865), Řádu Františka Josefa (1869) a Leopoldova řádu (1878). V roce 1887 byl jmenován doživotním členem rakouské Panské sněmovny, kde se připojil k Mittelpartei (Straně středu).
Dne 3. listopadu 1857 se ve Lvově oženil s Rosou Adaminou von Kopalovou (* 23. října 1823 Lemberg), jež náležela k mladší linii rodu Kopalů. Měli spolu pět dětí, nejstarší syn Josef (1858–1944) byl v letech 1916–1917 rakouským ministrem spravedlnosti.

### Vyznamenání
- Císařský rakouský řád Leopoldův – komtur (1878)
- Řád Františka Josefa – komtur (1869)
- Řád železné koruny – III. třída (1865)